# Захаровский краеведческий музей
Заха́ровский краеве́дческий музе́й — муниципальное бюджетное учреждение культуры Захаровского района Рязанской области, расположенное в районном центре с. Захарово.

## История музея
Захаровский краеведческий музей был создан в связи с пожеланиями жителей района в год 350-летия села Захарово. Открытие состоялось 3 декабря 2004 года.
Обширный материал по истории села и района был собран и систематизирован краеведом, заслуженным учителем школы РСФСР Иваном Алексеевичем Морозовым (1900—1976).
Возглавил музей учитель физики Захаровской средней школы Анатолий Александрович Мирионков.
Музей расположен в одноэтажной части старого здания Захаровской средней школы № 1.
Директора музея
- Мирионков Анатолий Александрович (с 2004 по 2017 год)
- Агарков Роман Александрович (с 2017 года)

## Собрание музея
Количество музейных предметов достигло 3000 единиц хранения. На основе находок с Жокинского городища сформирована археологическая коллекция, пополнению которой способствует на протяжении ряда лет работающая на территории района археологическая экспедиция Института археологии РАН под руководством П. Е. Русакова. Широко представлены предметы крестьянского быта конца XIX — начала XX века и женские костюмы начала XX века. В музее хранятся картины и гравюры, переданные в дар уроженцем села Захарово, кандидатом медицинских наук и заслуженным работником культуры Российской Федерации А. П. Орловым.

## Экспозиции музея
На постоянной основе действуют:
- Этнографическая экспозиция, охватывающая период XII—XIX веков;
- Экспозиция «Их имена и подвиги не забыты», посвящённая истории с 1917 года по настоящее время. Включает в себя период Великой Отечественной войны с материалами о пяти захаровских Героях Советского Союза, захаровцах-партизанах и участниках штурма Рейхстага. Особый раздел посвящён участникам локальных войн и конфликтов;
- Витрины и стенды с материалами о композиторе А. В. Александрове;
- Интерьер квартиры 50—60-х годов XX века;
- Экспозиция «Блаженная старица Пелагея Захаровская».

Малый зал музея и коридоры используются в качестве галереи картин и гравюр. Проводятся временные выставки из фондов других музеев.